# HD 14830
HD 14830，又名BD-19 444，SAO 148366、HR 697，是一颗恒星，视星等为6.22，位于銀經195.13，銀緯-67.2，其B1900.0坐标为赤經2h 18m 15.2s，赤緯-18° -67.2′ 24″。